# 아라비아 숫자
아라비아 숫자는 위치 기수법에 따른 십진법으로 수를 표시하는 인도-아라비아 수체계(Hindu-Arabic numeral system)에서 사용되는 열 개의 숫자 (1, 2, 3, 4, 5, 6, 7, 8, 9, 0)이다. 일반적으로 인도-아라비아 수 체계 자체를 뜻하기도 한다. 힌두-아라비아 숫자((Hindu-Arabic numerals) 또는 인도-아라비아 숫자라고도 불린다.
아라비아 숫자는 오늘날 세계에서 가장 널리 사용되는 숫자 표현 기호이다. 국제단위계는 아라비아 숫자를 사용한다.
0은 고대 인도 수학에서 창안되었고 아라비아 숫자의 정립 과정에서 위치 기수법을 위해 도입되었다. 로마 숫자와 같은 위치 기수법이 없는 수 체계와 달리 아라비아 숫자는 “975”를 하나의 수로 읽는다. 인도 수학의 수 체계는 페르시아와 아랍의 중세 이슬람 수학에 도입된 뒤 유럽으로 전파되는데, 11세기 이후 당시 알안달루스로 불렸던 이슬람 통치하의 이베리아반도에 전파되었으며 이후 차츰 유럽 전역으로 전파되었다. 현재와 같은 모양의 숫자는 피보나치가 북아프리카에서 배워 사용하기 시작하였다.

## 역사

1세기 무렵 인도의 숫자

십진법의 위치 기수법을 사용한 인도-아라비아 수체계는 A.D. 538년 무렵 인도에서 시작되었다. 위치 기수법의 사용을 위해 0이 도입되었다. 0의 도입은 수학의 역사에서 중요한 이정표이다. 숫자의 글자체는 계속하여 변화를 겪었고 현재 인도에서 사용되는 글자체로 정착된 것은 9세기 무렵이다. 9세기 페르시아의 수학자 콰리즈미는 인도 숫자 체계를 받아들여 사칙 연산의 계산에 도입하였다.
10세기에 이르러 중동의 이슬람 세계에서는 아라비아 숫자를 사용하여 십진기수법을 확립하고 분수의 표기 방식을 정하였다. 이 시기 이슬람 수학의 기수법은 아부 하산 알우크리디시의 저작에 기록되어 유럽으로 전파되었다. 당시 이슬람 세계의 서쪽인 북아프리카와 이베리아반도를 아우르는 지역인 마그레브에서 아리비아 숫자가 사용되면서 모양에 변화가 생겼다. 마그레브에서는 이 숫자들을 모래판에 쓰는 숫자라는 의미로 구바라고 불렀다. 이 구바 숫자가 오늘날 유럽에서 사용되는 아라비아 숫자의 원형이다.
825년 콰리즈미는 《인도 숫자를 사용한 계산》을 저술하였는데 아랍어 판본은 유실되었고 현재 남아있는 것은 라틴어 번역본 《Algoritmi de numero Indorum》 뿐이다. 라틴어 번역에서 계산 방법이라는 말로 사용된 알고리즘은 오늘날 일정한 순서를 갖는 문제 해결 방식을 의미하는 말로 쓰인다. 현존하는 유럽의 기록 중에 아라비아 숫자를 처음 언급한 것으로는 976년 제작된 비길라누스 코덱스이다.

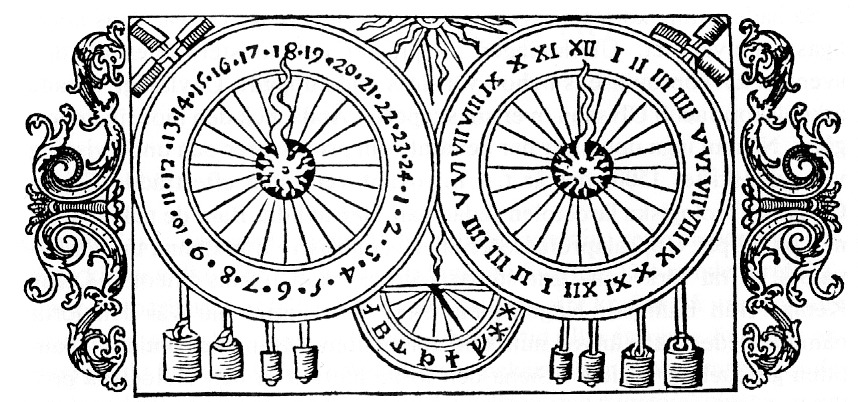
16세기에 제작된 웁살라 대성당의 목조 천문시계. 로마 숫자와 아라비아 숫자가 동시에 쓰였다.

980년대에 훗날 교황 실베스테르 2세가 되는 오리야크의 제르베르는 바르셀로나의 부주교 시절 아스트롤라베의 사용법과 함께 아라비아 숫자를 배웠다. 그는 프랑스로 돌아가서도 계산에 아라비아 숫자를 사용하였다. 하지만 제르베르 당시에는 0의 개념이 확산되지 않았기 때문에 그도 0 없이 아라비아 숫자를 사용하였다. 피사공화국 출신으로 베자이아에서 공부한 수학자 레오나르도 피보나치는 1202년 출간한 《계산서》(라틴어: Liber Abaci)에서 아라비아 숫자를 이용한 계산 방법을 소개하였다. 그가 공부한 베자이아는 알제리 지역으로 피보나치 역시 알제리를 포함한 마그레브에서 사용되던 형태의 아라비아 숫자를 사용하였다.
 부기아 세관에 가는 피산 상인을 대리하여 세관 공증인으로 조국에서 임명된 나의 아버지는 내가 어렸을 때 그 유용성과 미래의 편의를 위해 내가 거기에 머물면서 회계 학교에서 교육을 받기를 원했습니다. 그곳에서 놀라운 가르침을 통해 인도사람들의 아홉 가지 기호의 사용에관한 기예를 소개받았을 때 이에 대한 지식은 무엇보다 곧 나를 기쁘게 했고 이해하게 되었습니다.

유럽에서 이 숫자가 아라비아 숫자라고 불린 까닭은 모로코와 같은 북아프리카의 이슬람 세계에서 이를 배웠기 때문이다. 정작 이슬람 세계에선 숫자가 만들어진 인도를 뜻하는 힌두 숫자라고 불렀다. 하지만 오늘날 인도와 중동에서 쓰이는 동부 아라비아 숫자는 형태가 매우 달랐기 때문에 유럽에서는 동부 아라비아 숫자를 가리켜 인도 숫자라고 칭하였다.
| 서구 아라비아 숫자     | 0 | 1 | 2 | 3 | 4 | 5 | 6 | 7 | 8 | 9 |
| 동부 아라비아 숫자     | ٠ | ١ | ٢ | ٣ | ٤ | ٥ | ٦ | ٧ | ٨ | ٩ |
| 페르시아 아라비아 숫자 | ۰ | ۱ | ۲ | ۳ | ۴ | ۵ | ۶ | ۷ | ۸ | ۹ |
| 우르두어 아라비아 숫자 |   |   |   |   |   |   |   |   |   |   |

15세기에 들어 유럽에서 인쇄기가 보급되자마자 출판의 확대와 함께 아라비아 숫자 역시 더욱 폭 넓게 쓰이기 시작하였다. 또한 각종 기구에 표기되는 숫자도 아라비아 숫자로 대체되기 시작하였는데 1396년 영국에서 제작된 사분의에도 각도 표시에 아라비아 숫자가 쓰였다.
러시아에서는 로마 숫자나 그리스 숫자와 같은 표기 체계를 갖고 있던 키릴 숫자를 사용해 왔으나 18세기에 들어 표트르 1세에 의해 아라비아 숫자를 사용하게 되었다. 중국에서는 원나라 시기 무슬림인 후이족이 동부 아라비아 숫자를 사용하였고, 서구식 아라비아 숫자는 포르투갈의 예수회 선교사들에 의해 소개되었다.
한국에서는 대한제국 시기 근대 교육과 함께 아라비아 숫자가 도입되었다. 갑오개혁 이후 각종 수학책이 출판되었는데 1900년 이상설이 지은 《산술신서》는 본문이 모두 한문으로 되어 있으나 숫자는 아라비아 숫자로 표기하였다. 이상설은 1909년 《중등 수학 교과서》를 집필하기도 하였다.

## 기수법과 연산
아라비아 숫자는 위치 기수법을 적용한 십진 기수법을 사용하여 수를 표시한다. 연달아 표기된 숫자들은 오른쪽이 제일 작은 값을 나타내고 왼쪽으로 자리수를 옮길 때마다 10 배씩 큰 값을 나타낸다. 예를 들어 77에서 오른쪽의 숫자 7은 자연수 7을 왼쪽의 숫자 7은 자연수 70을 뜻한다. 또한 77은 하나의 수로 취급된다. 이와 같이 아라비아 숫자로 표시된 수는 10을 밑으로 하는 일련의 다항식으로 대체될 수 있다. 예를 들어 2015는 다음의 식과 같은 다항식으로 이해할 수 있다.
{\displaystyle 2015=2\times 10^{3}+0\times 10^{2}+1\times 10^{1}+5\times 10^{0}}
아라비아 숫자를 이용한 십진법에서 하나의 자리에는 0부터 9까지의 열 가지 숫자만이 놓일 수 있으므로 덧셈이나 뺄셈의 경우 자리를 올리거나 내리는 과정이 필요하다. 예를 들어 6 + 7 은 다음과 같이 계산된다.
{\displaystyle 6+7=6+(4+3)=(6+4)+3=13}
뺄셈의 자리 내림은 위 과정의 역순이다. 예를 들어 13 - 7의 경우를 보면,
{\displaystyle 13-7=(10+3)-7=(3+10)-7=3+(10-7)=3+3=6}
일반적으로 위치 기수법의 덧셈과 뺄셈은 합하여 보수(補數), 즉 해당 기수법의 밑의 배수가 되는 순서쌍를 찾아 자리를 올리거나 내리고 나머지를 표시하는 방법이 사용된다. 위 예에서 보수인 순서쌍은 {\displaystyle (6,4),(7,3)}이다.

## 0의 정의
브라마굽타(Brahmagupta)는 628년에 그의 저서 《브라마스푸타싯단타》(Brāhmasphuṭasiddhānta,BSS)에서 '0은 같은 두 수를 뺄셈하여 얻을 수 있는 수'라는 맥락의 정의를 언급한바있다.

## 주해
1. ↑   975는 로마 숫자로 CMLXXV와 같이 표기 된다. 이 표기는 CM(900) + L(50) + X (10) + X (10) + V(5)를 조합한 것이다.

## 같이 보기
- 7세그먼트 표시 장치